# Erdbeben Ecuador-Kolumbien 1906
Das Erdbeben in Ecuador und Kolumbien 1906 ereignete sich am 31. Januar um 10:36 morgens vor der Westküste Ecuadors und Kolumbiens. Es ist weltweit bis heute eines der am stärksten gemessenen Megathrust-Erdbeben. Es trat an der Schnittstelle zwischen der Nazca-Platte und der Südamerikanischen Platte in Erscheinung und verursachte einen 6-m-Tsunami, bei dem zwischen 500 und 1500 Menschen ums Leben kamen. Das Epizentrum lag ca. 70 km vor der Grenze zwischen den beiden Ländern im Pazifik und hatte eine Magnitude von 8,8 (Mw). Die Erdstösse hatten die gleiche Stärke wie das Erdbeben in Chile 2010 und wurde entlang der Küste Mittelamerikas bis nach San Francisco, Hawaii (USA) und Japan beobachtet.

## Auswirkungen
Nach damaligen Unterlagen verursachte das Erdbeben den größten Schaden in der Provinz Esmeraldas (Ecuador), in Städten wie Esmeraldas, Rioverde, Limones, La Tola und in der Region Tumaco (Kolumbien). Laut der Seite des United States Geological Survey (USGS) verursachte dieses Erdbeben Schäden bis nach Santiago de Cali (Kolumbien) und Otavalo (Ecuador) und war noch in Maracaibo (Venezuela) zu spüren.
Nach Angaben des USGS betrug die Höhe der durch das Erdbeben verursachten Tsunami-Wellen im Gebiet von Tumaco mehr als 5 Meter und erreichten die Küsten in der Nähe des Epizentrums etwa 30 Minuten nach dem Erdbeben. Berichten aus dieser Zeit zufolge betrafen mehrere mit dem Tsunami verbundene Wellen das Gebiet Esmeraldas und wurden Stunden später auch in Bahía de Caráquez und Guayaquil wahrgenommen. In der von Espinoza durchgeführten und 1992 in Acta Oceanográfica del Pacífico veröffentlichten Studie wird festgestellt, dass „die Tsunami-Wellen an den niedrigen und flachen Küsten von Río Verde bis in den Norden sehr sehr zerstörerisch waren. Alle Häuser am Strand und in den Mündungszonen der Flüsse Santiago und Mataje wurden zerstört, etwa 1000 bis 1500 Menschen starben. In La Tola wurden mehr als 23 Häuser zerstört. In Esmeraldas trat der Fluss über die Ufer und überschwemmte die tief gelegenen Wohngebiete der Stadt.“

### Berichte von Augenzeugen
In einem 1911 veröffentlichten Artikel von Rudolph und Szirtes, in dem die Auswirkungen des Erdbebens vom 31. Januar 1906 beschrieben werden, berichten Zeugen in der Region Tumaco: „Es war unmöglich, ohne sich wo festzuhalten aufrecht zu bleiben“. In einem journalistischen Bericht heißt es: „Sie wurden alle zu Boden geworfen. Die ganze Insel war in Bewegung und alle Häuser schaukelten von einer Seite zur anderen, wie ein Schiff auf rauer See, so dass man befürchten musste, dass sie jeden Moment zusammenbrechen und einen unter ihren Trümmern begraben könnten. Die Bewegung des Geländes war so stark, dass es unmöglich war, sich von der Stelle zu bewegen.“ Nach weiteren Berichten läuteten in Guayaquil die Kirchenglocken länger als 80 Sekunden von selbst. Das Erdbeben dauerte mehr als zwei Minuten.

### Hintergrund
Dieses Erdbeben war eines von vielen, das in der Subduktionszone vor Ecuador aufgetreten ist und auf die Kollision der ozeanischen Platte von Nazca mit der südamerikanischen Kontinentalplatte zurückzuführen sind. Ecuador ist Teil des Pazifischen Feuerrings, der eines der Gebiete mit der höchsten seismischen Aktivität auf dem Planeten ist und in den letzten Jahren mindestens drei Erdbeben großer Stärke (größer als 8 Mw) erlebt hat, wie das Erdbeben in Sumatra 2004 mit einer Stärke von 9,1 Mw, das Erdbeben in Chile 2010 mit einer Stärke von 8,8 Mw und das Erdbeben in Japan 2011 mit einer Stärke von 9,0 Mw 2011, die nicht nur durch die Erzeugung von Tsunamis gekennzeichnet waren.